# Виктор Елисеев
Виктор Петрович Елисеев (на руски: Ви́ктор Петро́вич Елисе́ев) е руски генерал, диригент на оркестър и музикален преподавател. Той е директор на Академичния ансамбъл за песни и танци на Росгвардия, един от двата руски хора на Червената армия.

## Биография
Елисеев е роден на 8 юни 1950 г. в Москва, Русия в семейството на Пьотър и Серафима. Завършва Държавното музикално-педагогическо училище „Октомврийска революция“ (днес Московски държавен музикален институт „Шнитке“). След това служи като войник в МВР (1969 – 1971), след което става хормайстор в бившата си част. През 1976 г. Елисеев завършва Държавния музикално-педагогически институт „Гнесин“, специалност „Хорово дирижиране“.
Елисеев е част от Ансамбъла на МВР от основаването му през 1973 г., изпълнявайки различни длъжности. Започва като хормайстор, през 1977 г. става главен хормайстор и заместник-директор. През 1985 г. оглавява ансамбъла, а през 1995 г. е ръководител на Културния център на Министерството на вътрешните работи (МВД). През 1998 г. става професор в Московската консерватория.
Елисеев се жени три пъти и има две деца, едно от първия и едно от третия брак. Живее в Москва. През 2012 г. той претърпява широко рекламиран развод с тогавашната си съпруга Ирина.
Под ръководството на Елисеев Ансамбълът на МВД, продуциран от френския импресарио Тиери Волф, има концерти в различни страни, включително България, Чехословакия, Германия, Унгария, Северна Корея, Италия, Гърция, Бразилия, Мексико, Швейцария, ОАЕ, Кувейт, Оман, Катар, Испания, Китай, Турция и Израел. През 1999 г. Елисеев е член на журито на международния конкурс за войнишка песен в Сочи.

## Награди и отличия
Елисеев е народен артист на РСФСР (1988) и носител на почетната грамота на президента на Руската федерация.